# Fredy Hirsch
Alfred Hirsch (en hebreo: פרדי הירש‎ ) (11 de febrero de 1916 - 8 de marzo de 1944) fue un atleta judío, profesor de deportes y líder del movimiento juvenil sionista alemán, notable por ayudar a miles de niños judíos durante la ocupación alemana de Checoslovaquia en Praga, el campo de concentración de Theresienstadt y Auschwitz. Hirsch era el supervisor adjunto de niños en Theresienstadt y el supervisor del bloque de niños en el campamento familiar de Theresienstadt y en Auschwitz II-Birkenau. 
Debido a su extracción alemana, su carisma y su cuidadosa apariencia, pudo convencer a los guardias de las SS para que concedieran privilegios a los niños, incluidas exenciones de deportación y raciones adicionales, que les salvaron la vida al menos temporalmente. Hirsch y sus ayudantes mantuvieron una educación clandestina en circunstancias difíciles. La insistencia de Hirsch en el ejercicio, la disciplina y la higiene estricta redujeron las tasas de mortalidad entre los niños. 
El campamento familiar debía ser liquidado el 8 de marzo de 1944; la popularidad de Hirsch lo convirtió en un líder natural para un levantamiento. Según algunos relatos, se suicidó para no tener que presenciar la muerte de sus cargos; alternativamente, fue envenenado por médicos judíos que habrían sido asesinados si hubiera estallado un levantamiento. 

## Primeros años

### Alemania
Hirsch nació el 11 de febrero de 1916 en Aquisgrán, fue hijo de Heinrich y Olga Hirsch; su padre, que dirigía una carnicería, murió cuando él tenía diez años. Según la sobrina de Fredy, Raquel Masel, su hermano, Paul Hirsch (1914–1979), no estaba cerca de su madre debido a su amargura. Su mala relación alentó a Fredy y Paul a unirse a organizaciones juveniles. Ambos hermanos asistieron al Aachener Couven-Gymnasium, que no era una escuela judía. Fredy abandonó el instituto en marzo de 1931 cuando su madre se mudó, pero no hay evidencia de que asistiera a otra escuela, y aparentemente continuó viviendo en Aquisgrán. La comunidad judía de Aquisgrán estaba bien integrada; hubo poco antisemitismo antes de que el Partido Nazi llegara al poder en 1933. Hirsch ya daba conferencias a la edad de 15 años.

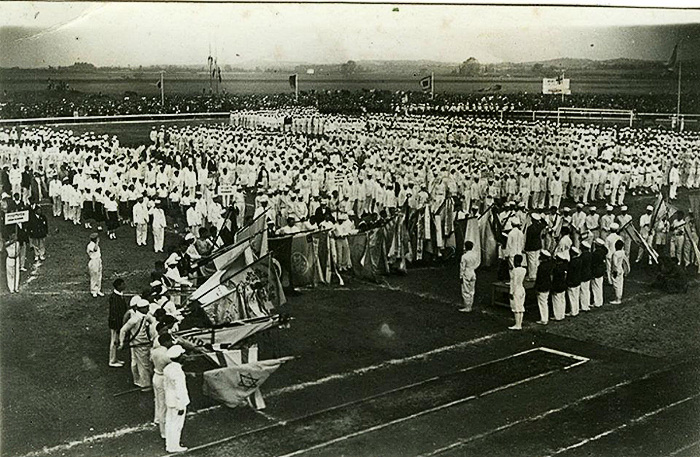
Una ceremonia en los primeros Juegos Macabeos, Mandato británico de Palestina, 1932

Hirsch asumió el liderazgo de la rama de escultismo de la asociación local de jóvenes judíos de Aquisgrán en 1931, y participó en la fundación de la rama aquisgranense de Jüdischer Pfadfinderbund Deutschland (Asociación Judía de Scouts de Alemania, JPD) en 1932. Más tarde ese año, se mudó a Düsseldorf para un trabajo con la JPD. La asociación tenía tendencias sionistas y una estrecha afiliación con Maccabee Hatziar, una asociación deportiva sionista. Aunque Paul se unió al JPD, él, como muchos en la comunidad judía de Aquisgrán, creía en asimilarse a la comunidad no judía. Fredy se convirtió en un ardiente sionista, apoyando el establecimiento de un estado judío en Palestina.
Bajo el trasfondo del aumento del antisemitismo patrocinado por el estado alemán, la capacitación de la JPD se volvió cada vez más militarizada, enfatizando los simulacros, marchando con cargas pesadas y la capacitación de primeros auxilios. En 1933, el JPD se fusionó con Maccabee Hatzair. Hirsch se mudó a Frankfurt, donde compartió un piso con los principales funcionarios de la JPD y lideró un grupo de exploradores. Su tiempo en Frankfurt se vio interrumpido por los rumores de que era gay, debido a su falta de novia y comportamiento hacia algunos de los niños bajo su supervisión, aunque no fue acusado de conducta inapropiada o mala conducta. Se mudó a Dresde en 1934, donde trabajó como instructor de deportes para Maccabee Hatziar y probablemente asistió a conferencias en el Colegio Alemán de Educación Física en Berlín.

### Checoslovaquia
Después de la aprobación de las Leyes de Núremberg en 1935, Hirsch se mudó a Praga (en ese entonces capital de Checoslovaquia), probablemente ilegalmente. Según el historiador alemán Dirk Kämper, el autor de la primera biografía de Hirsch, también pudo haber sido motivado para escapar de la creciente persecución de hombres homosexuales en Alemania.  Continuó trabajando para Maccabee Hatzair. La rama checa de la organización estaba inicialmente preocupada por su reputación, pero Hirsch pudo persuadir a Arthur Herzog, presidente de Maccabee Hatziar en las tierras checas, de que su homosexualidad no afectaba su trabajo.
Entre octubre de 1936 y abril de 1939, Hirsch vivió en Brno con Jan Mautner, su amante cuatro años mayor que él y estudiante de medicina de Olomouc. Su relación era bien conocida en la ciudad, según la sobreviviente del Holocausto Ruth Kopečková. Mautner y Hirsch publicaron el periódico de Maccabee. Mautner tradujo los artículos de Hirsch al idioma checo, que Hirsch nunca dominó. Fundado por la Federación Mundial Sionista, Hirsch organizó los Juegos macabeos locales y creó grupos de jóvenes y adultos para la educación física. Organizó los Juegos Macabeos de 1937 para Checoslovaquia, celebrados en Žilina, Eslovaquia, con 1.600 participantes. Hasta 1940, Hirsch organizó un campamento juvenil anual en Bezpráví, donde los niños y adolescentes hacían ejercicio y aprendían hebreo. Paul, un estudiante rabínico de la Reforma, emigró con su madre y su segundo marido a Bolivia en 1938; finalmente se convirtió en rabino en Buenos Aires. Fredy pudo haberlos acompañado, pero no lo hizo; Paul luego dijo que las convicciones sionistas de Fredy lo habían impedido.

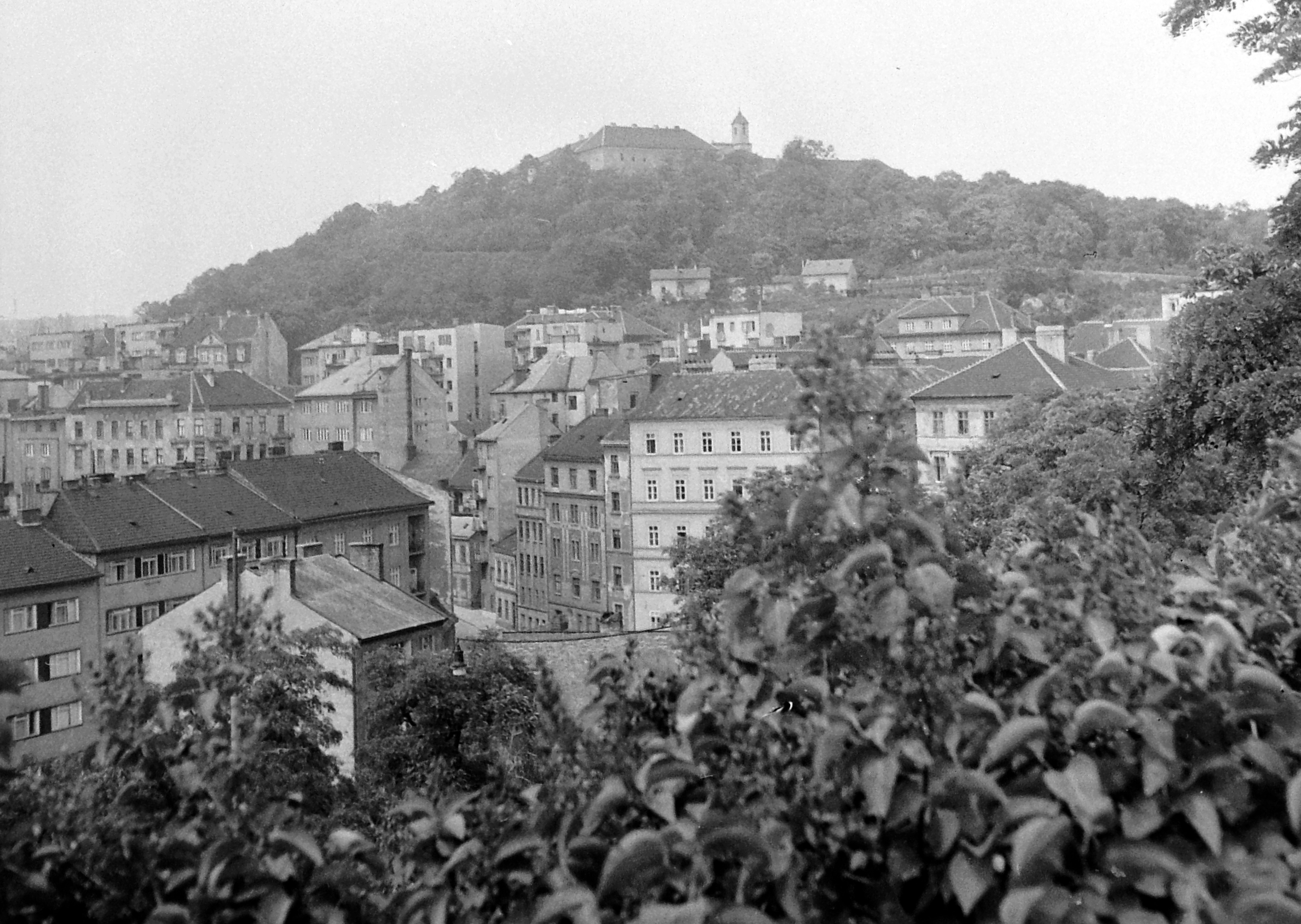
Brno en 1958

Después de que en Brno se le negase el permiso de residencia y fuese amenazado con la expulsión, Hirsch regresó a Praga. Trabajando en la Zionist Youth Aliyah School dirigida por Egon Redlich, organizó unas hakhshara (granjas de preparación) para jóvenes judíos que buscaban emigrar a Israel y vivir en un kibutz, entrenando a jóvenes en horticultura, agricultura y entrenamiento militar básico. A finales de 1938, el Acuerdo de Múnich cedió los Sudetes (región de habla alemana de Checoslovaquia) a Alemania; el 15 de marzo de 1939, Alemania invadió Checoslovaquia, creando el Protectorado de Bohemia y Moravia. La asimilación de los judíos checos era tan alta que muchos niños ni siquiera sabían que eran judíos. Dieciocho niños entrenados por Hirsch pudieron escapar a Dinamarca en octubre de 1939, y emigraron a Palestina el año siguiente. Sorteó el ir acompañando a los niños a Palestina con otro líder juvenil sionista; Hirsch perdió y se quedó en Praga. En 1940, se le unió Mautner, a quien se le impidió continuar sus estudios con el cierre de las universidades checas. El mismo año, Hirsch publicó un artículo en el periódico judío de Praga en el que exponía sus opiniones sobre la educación juvenil judía; Hirsch consideraba que la educación física era esencial para promover el bienestar y la conciencia sionista.
Con el tiempo, los nazis aplicaron cada vez más restricciones a los judíos checos; fueron despedidos de sus trabajos, obligados a mudarse, confiscados, prohibidos en ciertas tiendas y calles, y eventualmente obligados a usar la Estrella de David. Después de que los nazis expulsaron a los judíos de los espacios públicos, Hirsch organizó un parque infantil en Hagibor, en el distrito de Strašnice de Praga, para que los niños judíos pudieran hacer ejercicio. Hirsch y Mautner celebraron partidos de fútbol, competiciones atléticas, grupos de estudio y actuaciones teatrales allí. Aunque había otros cuidadores, el carisma de Hirsch lo convirtió en el líder natural. Como no podía hablar bien checo, dio instrucciones en hebreo y enseñó a los niños a hablar ese idioma. Los sobrevivientes informaron que se escribieron canciones checas sobre él. A finales de 1941, los nazis comenzaron a deportar a judíos checos, primero al Gueto de Lodz. Hirsch ayudó a preparar a los deportados con los 50 kilos de equipaje que se les permitió llevar.

## El Holocausto

### Theresienstadt
Hirsch fue uno de los primeros judíos en ser transportado al gueto de Theresienstadt el 4 de diciembre de 1941. Su amistad con Jakob Edelstein llevó a una cita con el departamento de vivienda. Más tarde, Hirsch se conoció con el diputado de Egon Redlich, el líder del Departamento de Servicios Juveniles; Redlich no le gustaba Hirsch, pero respetaba su competencia y capacidad de liderazgo. Mautner también fue deportado a Theresienstadt a principios de 1942. En el campo de concentración, los niños vivían separados de los adultos. Basado en las enseñanzas de los movimientos juveniles sionistas, Hirsch insistió en mantener la autoestima, la disciplina, el ejercicio regular y la higiene estricta, incluso en competiciones de limpieza, para maximizar sus posibilidades de supervivencia. Los líderes juveniles trataron de mantener la educación de los niños a pesar de estar prohibido, enseñando una amplia gama de materias, incluyendo hebreo, inglés, matemáticas, historia y geografía. Sin embargo, los alemanes no se opusieron activamente a sus actividades porque consideraron que ayudaba a mantener el orden. Niños de 14 años y mayores tenían que trabajar; Hirsch trató de conseguir empleos en las huertas porque creía que este trabajo mejoraría su salud y los prepararía para la vida en Palestina.
Los sobrevivientes a menudo comentaron sobre la actitud segura de sí misma de Hirsch, su buena apariencia y su apariencia cuidadosa, que tuvo un efecto saludable en otros prisioneros. Prestó atención a su postura y apariencia, manteniendo el cabello peinado y las botas lustradas, y, según se informa, continuaba engominando su cabello en Auschwitz. Hirsch pudo establecer una buena relación con los guardias de las SS a pesar de que era judío y abiertamente gay. Según Yehuda Bacon, "hablaba tan bien el alemán como los nazis, tenía encanto y una buena presencia. Sabía cómo hablar con las SS. Iba vestido como un soldado." Pavel Stránský, quien había sido educador en el bloque de niños en Auschwitz, declaró que "las SS le trataron casi como a un ser humano".

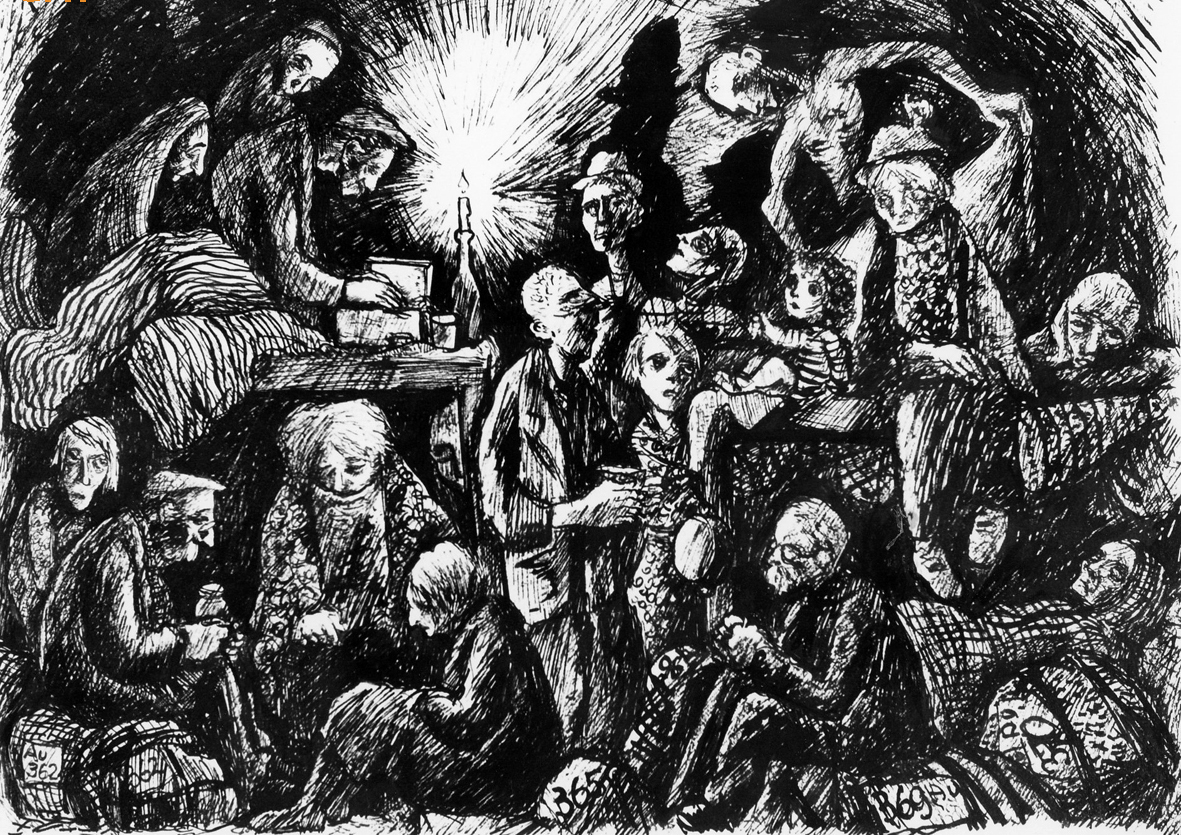
Caricatura de Bedřich Fritta de las barracas de Theresienstadt

Redlich y Hirsch usaron su influencia para organizar barracas separadas y condiciones ligeramente mejores para los niños. Algunas veces fueron capaces de sacar a los niños de los transportes a los campos de exterminio, aunque finalmente no pudieron salvarlos de este destino; más del 99% de los niños en Theresienstadt fueron eventualmente deportados. Hirsch persuadió a los alemanes para que asignaran espacio para un área de juego dentro del campo de concentración, donde supervisaba con frecuencia las actividades atléticas. En 1943, los Juegos macabeos fueron celebrados y observados por miles de espectadores.
El 24 de agosto de 1943, un solo transporte de 1.200 niños del Gueto de Białystok llegó a Theresienstadt. A estos niños les asustaban las duchas porque creían que eran cámaras de gas. Los niños de Białystok estaban alojados en las barracas del sector occidental, separados del resto del campamento por una cerca de alambre de púas. Los gendarmes checos vigilaban el perímetro y mantenían a los niños estrictamente separados del resto del campamento bajo la amenaza de un castigo severo. Según Kämper, Hirsch quería confirmar los rumores de que los judíos deportados de Theresienstadt fueron asesinados en cámaras de gas. En cualquier caso, logró saltar sobre la cerca de alambre que separa a los niños Białystok del resto de los prisioneros de Theresienstadt, pero fue capturado y arrestado por un guardia checo. Peter Erben cree que Hirsch podría haber evitado el castigo si hubiera podido hablar checo. En cambio, fue llevado a la oficina del comandante y golpeado. Presuntamente por esta violación, fue deportado a Auschwitz el 8 de septiembre.

### Auschwitz

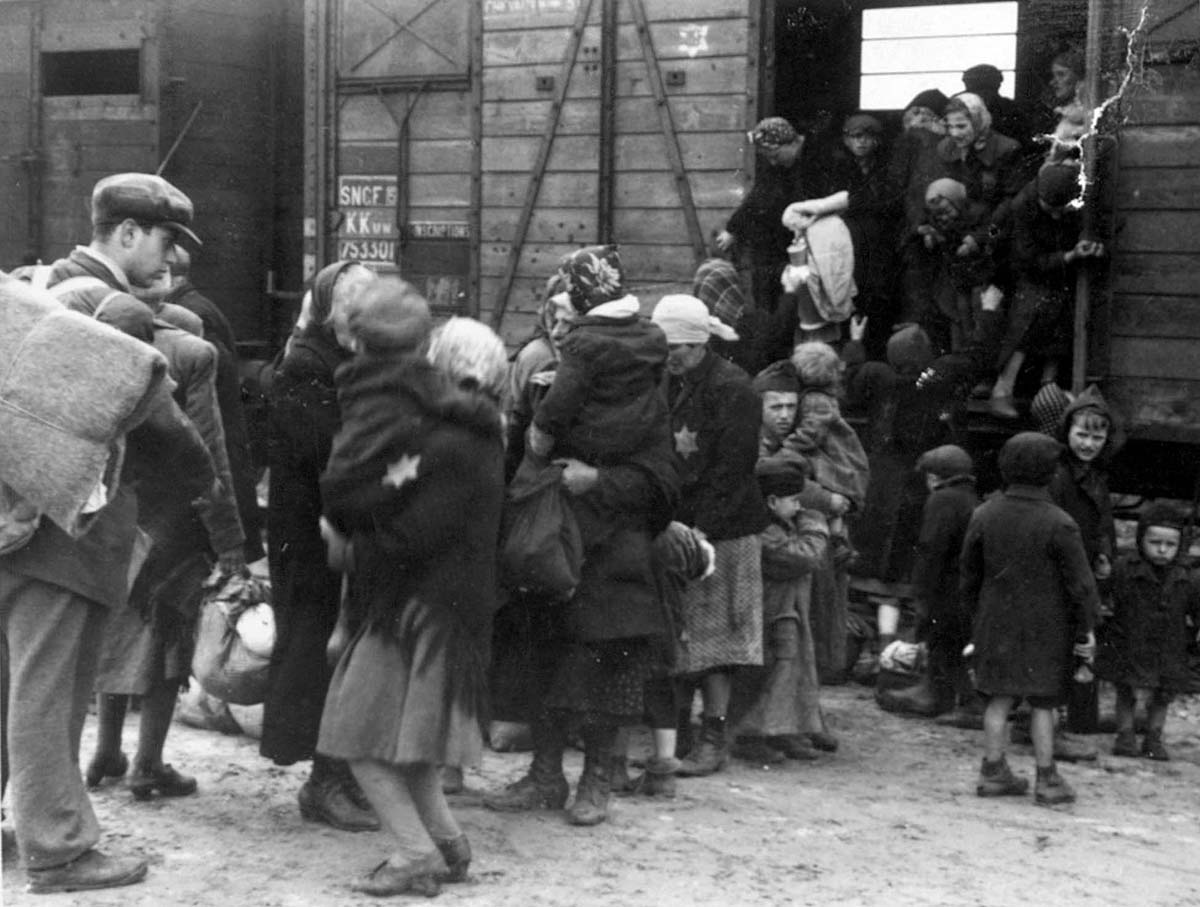
Judíos rutenios cárpatos desembarcan en Birkenau, mayo de 1944

Los judíos de Theresienstadt se encontraron con un trato privilegiado sin precedentes a su llegada, donde se establecieron en un bloque separado (BIIb), conocido como el campamento familiar de Theresienstadt. Estaban tatuados, pero no estaban sujetos a la selección a su llegada, se les permitió retener sus ropas civiles y no se les obligó a afeitarse la cabeza. Las familias permanecieron juntas y también se les permitió escribir a sus familiares en Theresienstadt, a aquellos que aún no habían sido deportados, e incluso a amigos en países neutrales, para transmitir la impresión de que la deportación al este no significaba necesariamente la muerte.
Hirsch fue nombrado kapo del campamento familiar, debido al respeto que las SS tenían por su liderazgo. Se negó a usar la violencia contra otros prisioneros, como exigían los alemanes. Como resultado, un mes después fue relevado de su puesto y reemplazado por el criminal alemán Arno Böhm. Sin embargo, persuadió a Böhm para que asignara unas barracas, el Bloque 31, para niños menores de catorce años, y se convirtió en el supervisor de este cuartel. En este arreglo, los niños vivían con sus padres por la noche y pasaban el día en los cuarteles especiales. Hirsch reclutó a prisioneros adultos que habían estado involucrados en la educación en Theresienstadt y convenció a los guardias de que les interesaría que los niños aprendieran alemán. De hecho, los maestros enseñaron otras materias, como historia, música y judaísmo, en checo, así como algunas frases en alemán para recitar en las inspecciones. Debido a que solo había doce libros y casi ningún material, los maestros tenían que recitar lecciones de memoria. La falta de educación de los niños —habían sido excluidos de la escuela incluso antes de su deportación— dificultó su tarea. Un coro ensayaba regularmente, se realizó una ópera infantil y las paredes de los cuarteles fueron pintadas con personajes de Disney por Dina Gottliebová. Debido a que el bloque era tan ordenado, se mostró a los hombres de las SS que trabajaban en otras partes del campamento. Los miembros de las SS que participaron directamente en el proceso de exterminio, especialmente el Dr. Josef Mengele, visitaron con frecuencia y ayudaron a organizar mejores alimentos para los niños.

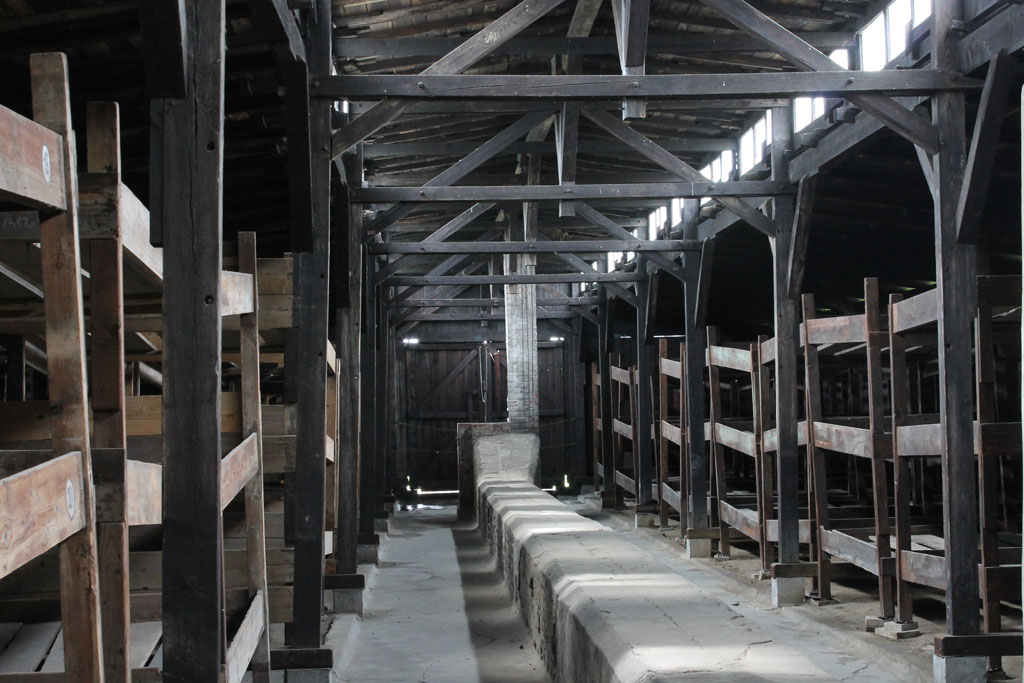
Cuartel reconstruido en Auschwitz

Usando su influencia con los alemanes, Hirsch obtuvo una mejor alimentación para los niños y retuvo paquetes de alimentos dirigidos a los prisioneros que habían muerto. La sopa para los niños era más espesa que para otros prisioneros; supuestamente era del campamento gitano y contenía sémola. Los cuarteles de los niños también recibieron carbón adicional y se calentaron un poco mejor. Hirsch también convenció a los alemanes para que participaran en la lista de espera dentro de los barracones, de modo que los niños no tuvieron que pasar la hora de estar afuera en cualquier clima. Después de que llegara otro transporte en diciembre de 1943, había unos 700 niños en el campamento familiar; Mautner también estaba en este transporte. Zuzana Růžičková, quien también había llegado en diciembre, entró en el bloque de los niños sin autorización para obtener trabajo como cuidadora, pero fue capturada por un hombre de las SS. Para distraerlo, Hirsch dijo "Herr Oberscharführer, ¿a quién has matado y saqueado hoy?" En lugar de golpear a Hirsch, el hombre de las SS le ofreció un cigarrillo, que Hirsch rechazó. Sin embargo, a Hirsch no se le exceptuó del trato brutal de los guardias, al ser golpeado brutalmente cuando un niño dormía durante el pase de lista.
Hirsch persuadió a Böhm para que asignara un segundo barracón para niños de entre tres y ocho años para que los niños mayores pudieran preparar una presentación de Blancanieves, que las SS habían solicitado. La obra se realizó el 23 de enero de 1944 con la asistencia de muchos miembros de las SS. Al imponer una disciplina estricta a los niños, Hirsch se aseguró de que no hubiera actos de violencia o robo, común en los campos de concentración. Era extremadamente estricto con respecto a la higiene de los niños, insistiendo en que se lavaran a diario, incluso en el frío invierno de 1943–1944, y realizaban inspecciones regulares para detectar piojos. Debido a los esfuerzos de Hirsch, la tasa de mortalidad de los niños fue casi cero, en comparación con la mortalidad general de aproximadamente el 25% de los residentes del campamento familiar en los primeros seis meses. Los niños apreciaron los esfuerzos de Hirsch en su nombre, y organizaron una fiesta sorpresa para él el 11 de febrero de 1944, su 28º cumpleaños. En febrero de 1944, una delegación de la Oficina de Seguridad del Reich y la Cruz Roja Alemana visitó el campamento familiar. Los invitados estaban más interesados en los barracones infantiles, que era el único intento de organizar la educación en Auschwitz. El visitante más notable, Adolf Eichmann, comentó favorablemente sobre la actividad cultural de los niños en Birkenau.

### Muerte
Las llegadas al campamento familiar fueron marcadas como "SB6" —una abreviatura críptica que el movimiento de resistencia de Auschwitz finalmente decodificó como referencia a Sonderbehandlung ("tratamiento especial"). Esto significó que los arribos debían ser asesinados 6 meses después de su llegada, o el 8 de marzo de 1944 para el transporte en que se encontraba Hirsch. Fredy y otros líderes de Theresienstadt fueron informados por adelantado por el movimiento de resistencia en Auschwitz. Para estas fechas, era evidente para los prisioneros que los alemanes iban a perder la guerra y algunos esperaban una rápida victoria aliada antes de que hubieran transcurrido los seis meses. Aunque no había posibilidad de éxito, muchos judíos querían incendiar el complejo como un acto simbólico de resistencia. Hirsch fue el líder natural de un levantamiento, porque fue respetado por facciones opuestas en el campamento familiar. El 5 de marzo, a los recién llegados de septiembre se les dijo que pronto serían transportados a un campo de trabajo forzado en Heydebreck y se les instruyó que escribieran postales fechadas el 25 de marzo para sus familiares en Theresienstadt. El 7 de marzo, fueron trasladados al bloque de cuarentena (BIIa); aunque advirtió de antemano que los nazis planeaban asesinar a todos estos judíos, Hirsch los acompañó.

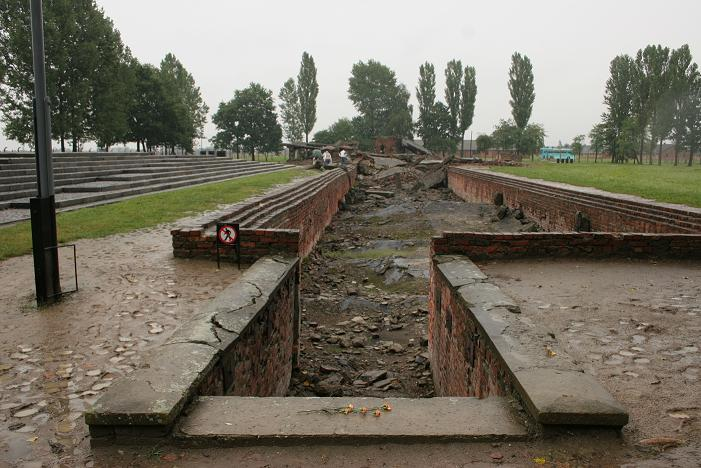
Crematorio II

Lo que pasó después de esto no está claro. Rudolf Vrba, empleado del BIIa, visitó Hirsch el 8 de marzo para informarle sobre los preparativos para la liquidación del campamento familiar e instarlo a liderar un levantamiento. Al parecer, Hirsch no estaba seguro de creer las advertencias sobre la muerte inminente y era escéptico sobre el valor de la resistencia. Pensó que no era razonable que los nazis les dieran un trato tan favorecido solo para asesinarlos más tarde. Hirsch pidió una hora para pensar, y cuando Vrba regresó, Hirsch estaba en coma. Un médico judío le dijo a Vrba que Hirsch se había suicidado por una sobredosis de barbitúricos. Si se suicidó, no está claro cómo pudo haber obtenido una dosis letal sin la colaboración de los médicos.
Según algunos supervivientes, Hirsch solicitó una pequeña dosis de un tranquilizante para ayudarlo a calmarse, pero los médicos judíos lo envenenaron para evitar que liderara un levantamiento, lo que temían que comprometiera sus propias posibilidades de supervivencia. Mengele les había prometido que no los matarían. La última explicación es favorecida por Kämper. Algunas personas, incluidos los médicos y la artista Dina Gottliebová, se salvaron de la muerte por sus talentos especiales que fueron útiles para las SS. Según los testimonios de supervivientes, Hirsch debía ser salvado, pero no estaba dispuesto a salvarse sin los niños. En la noche del 8 de marzo, se impuso un estricto toque de queda y los judíos en los bloques de cuarentena fueron cargados en camiones y conducidos a las cámaras de gas. Todavía inconsciente, Hirsch fue llevado con ellos y murió junto con muchos de los niños bajo su supervisión.

## Legado
Según los testimonios de la posguerra, Hirsch era "un hombre de extraordinario valor" y "para los niños un Dios" aunque algunos de sus colegas adultos lo rechazaron por arrogante, superficial, dictatorial o vano. El gimnasio en Aquisgrán al que asistió cambió su nombre a la cafetería como "Fredy-Hirsch-AG" en 2016. En una ceremonia de conmemoración en la sinagoga de Aquisgrán en el centenario del nacimiento de Hirsch, Marcel Philipp declaró que Hirsch era "uno de los hijos más importantes de la ciudad, si no el más conocido". Nina Weilová, quien sobrevivió al campamento familiar de Theresienstadt cuando era una adolescente, dijo que "no había nadie que se sacrificara tanto, y se dedicara a los niños tanto como él". La clavecinista judía checa Zuzana Růžičková trabajó como asistente de maestro en el barracón de niños en Auschwitz y acreditó que Hirsch le salvó la vida. Muchos años después, ella ayudó a organizar un monumento para Hirsch. En la dedicación, ella dijo: "Nosotros los judíos no tenemos santos, pero tenemos tzadikim; la palabra podría traducirse como 'justa' o 'decente'. Fredy Hirsch era un hombre, tenía sus defectos, no era un santo, pero era justo —un tzadik— por lo que esperamos que cuando el último de nosotros que lo conocimos haya fallecido, las generaciones futuras se paren frente a esta tableta y digan: 'Debe haber sido una buena, valiente y hermosa persona'".

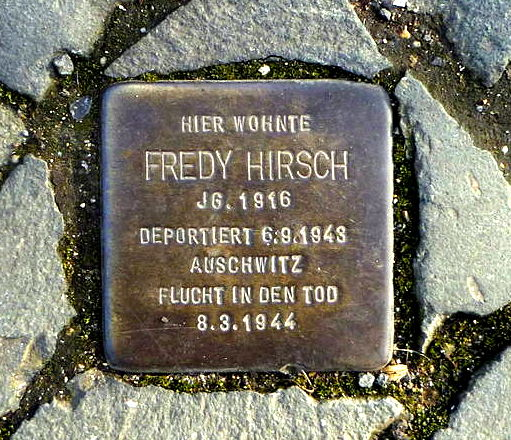
En 2008, un stolperstein fue colocado fuera de la casa de la infancia de Hirsch en 7 Richardstrasse en Aquisgrán.

Hirsch fue retratado en el documental de 2016 Heaven in Auschwitz, que presentó los relatos de trece supervivientes de Theresienstadt y Auschwitz. También fue presentado en el documental israelí de 2017 Dear Fredy de Rubi Gat.
Según Dirk Kämper, el papel de Hirsch fue marginado después de la guerra debido a su homosexualidad. En la Checoslovaquia comunista, su etnia alemana y su fervor sionista lo convirtieron en un héroe inaceptable. La historiadora Anna Hájková, investigando la relación entre Hirsch y Mautner, escribe que la suya fue "una de las historias extrañas de una vida queer que se pueden reconstruir para la era nazi". Hirsch es la rara excepción a la víctima gay del Holocausto ausente o anónima porque trabajó con niños y adolescentes, que vivieron lo suficiente para decir la verdad sobre él. Hájková también notó la persistente homofobia en la Iniciativa Terezín, la asociación checa de supervivientes del Holocausto, que se negó a imprimir una pregunta suya con respecto a su relación. Según Hájková, "es preocupante que incluso en 2018 la homosexualidad de una víctima del Holocausto se considere ofensiva".